# Bettwar
Bettwar (fränkisch: Beewer oder Beeber) ist ein Gemeindeteil der Gemeinde Steinsfeld im Landkreis Ansbach (Mittelfranken, Bayern). Die Gemarkung Bettwar hat eine Fläche von 2,646 km². Sie ist in 592 Flurstücke aufgeteilt, die eine durchschnittliche Fläche von 4470,20 m² haben. In ihr liegt neben dem namensgebenden Ort der Gemeindeteil Possenmühle.

## Geographie
Das Kirchdorf liegt im Taubertal. Im Nordosten erhebt sich der Kirchberg, im Südosten der Haldesberg. 0,75 km südöstlich liegt das Rahmholz, 2 km nordwestlich das Asangholz und das Neuholz. Im Ort gibt es zwei Linden, die als Naturdenkmal ausgezeichnet sind. Die Staatsstraße 2268 führt nach Detwang (3,5 km südlich) bzw. nach Tauberscheckenbach (2,5 km nördlich). Gemeindeverbindungsstraßen führen nach Gattenhofen zur Kreisstraße AN 8 (3,5 km östlich) und nach Seldeneck (0,5 km südwestlich). Durch den Ort verläuft der Fränkische Marienweg.

## Geschichte
1383 erwarb die Reichsstadt Rothenburg von einem Kuchenmeister zu Nordenberg die Rechte über den Ort.
Ursprünglich war Bettwar ein Pfarrdorf. Die Kirchengemeinde zählte 1745 264 und 1775 277 Bewohner. 1799 gab es 23 bis 25 Untertansfamilien, die alle die Reichsstadt Rothenburg als Grundherrn hatten.
Mit dem Gemeindeedikt (frühes 19. Jahrhundert) wurde der Steuerdistrikt Bettwar gebildet, zu dem Possenmühle und Tauberscheckenbach gehörten. Wenig später wurde ohne Tauberscheckenbach die Ruralgemeinde Bettwar formiert. Sie unterstand in Verwaltung und Gerichtsbarkeit dem Landgericht Rothenburg und in der Finanzverwaltung dem Rentamt Rothenburg ob der Tauber (1919 in Finanzamt Rothenburg ob der Tauber umbenannt). Ab 1862 übernahm das Bezirksamt Rothenburg ob der Tauber die Verwaltung (1939 in Landkreis Rothenburg ob der Tauber umbenannt) und das Stadt- und Landgericht Rothenburg ob der Tauber die Gerichtsbarkeit (1879 in Amtsgericht Rothenburg ob der Tauber umbenannt). Die Gemeinde hatte 1964 eine Gebietsfläche von 2,635 km². Im Zuge der Gebietsreform in Bayern wurde sie am 1. Juli 1971 in die Gemeinde Gattenhofen eingegliedert. Diese wurde am 1. Mai 1978 nach Steinsfeld eingemeindet.

### Einwohnerentwicklung
Gemeinde Bettwar
| Jahr      | 1818  | 1840  | 1852   | 1855   | 1861   | 1867   | 1871   | 1875   | 1880   | 1885   | 1890   | 1895   | 1900   | 1905   | 1910   | 1919   | 1925   | 1933   | 1939   | 1946   | 1950   | 1952   | 1961   | 1970   |
| Einwohner | 216   | 182   | 181    | 183    | 192    | 176    | 177    | 192    | 199    | 205    | 192    | 184    | 184    | 212    | 221    | 188    | 183    | 178    | 153    | 206    | 195    | 184    | 175    | 160    |
| Häuser    | 35    | 40    |        |        |        |        | 38     |        |        | 39     | 37     |        | 40     |        |        |        | 40     |        |        |        | 38     |        | 41     |        |
| Quelle    | [ 7 ] | [ 9 ] | [ 15 ] | [ 15 ] | [ 16 ] | [ 17 ] | [ 18 ] | [ 19 ] | [ 20 ] | [ 21 ] | [ 22 ] | [ 15 ] | [ 23 ] | [ 15 ] | [ 24 ] | [ 15 ] | [ 25 ] | [ 15 ] | [ 15 ] | [ 15 ] | [ 26 ] | [ 15 ] | [ 10 ] | [ 27 ] |

Ort Bettwar
| Jahr      | 001818 | 001840 | 001861 | 001871 | 001885 | 001900 | 001925 | 001950 | 001961 | 001970 | 001987 | 002009 | 002015 | 002023 |
| Einwohner | 204    | 173    | 182    | 161    | 193    | *184   | *183   | *195   | *175   | 156    | 159    | 161    | 155    | 157    |
| Häuser    | 34     | 39     |        |        | 38     | *40    | *40    | *38    | *41    |        | 48     |        |        |        |
| Quelle    | [ 7 ]  | [ 9 ]  | [ 16 ] | [ 18 ] | [ 21 ] | [ 23 ] | [ 25 ] | [ 26 ] | [ 10 ] | [ 27 ] | [ 28 ] | [ 29 ] |        | [ 1 ]  |

## Religion
Der Ort ist Sitz der Pfarrei St. Georg und seit der Reformation evangelisch-lutherisch geprägt. Die Einwohner römisch-katholischer Konfession sind nach St. Johannis (Rothenburg ob der Tauber) gepfarrt.

## Kultur und Sehenswürdigkeiten

### Baudenkmäler

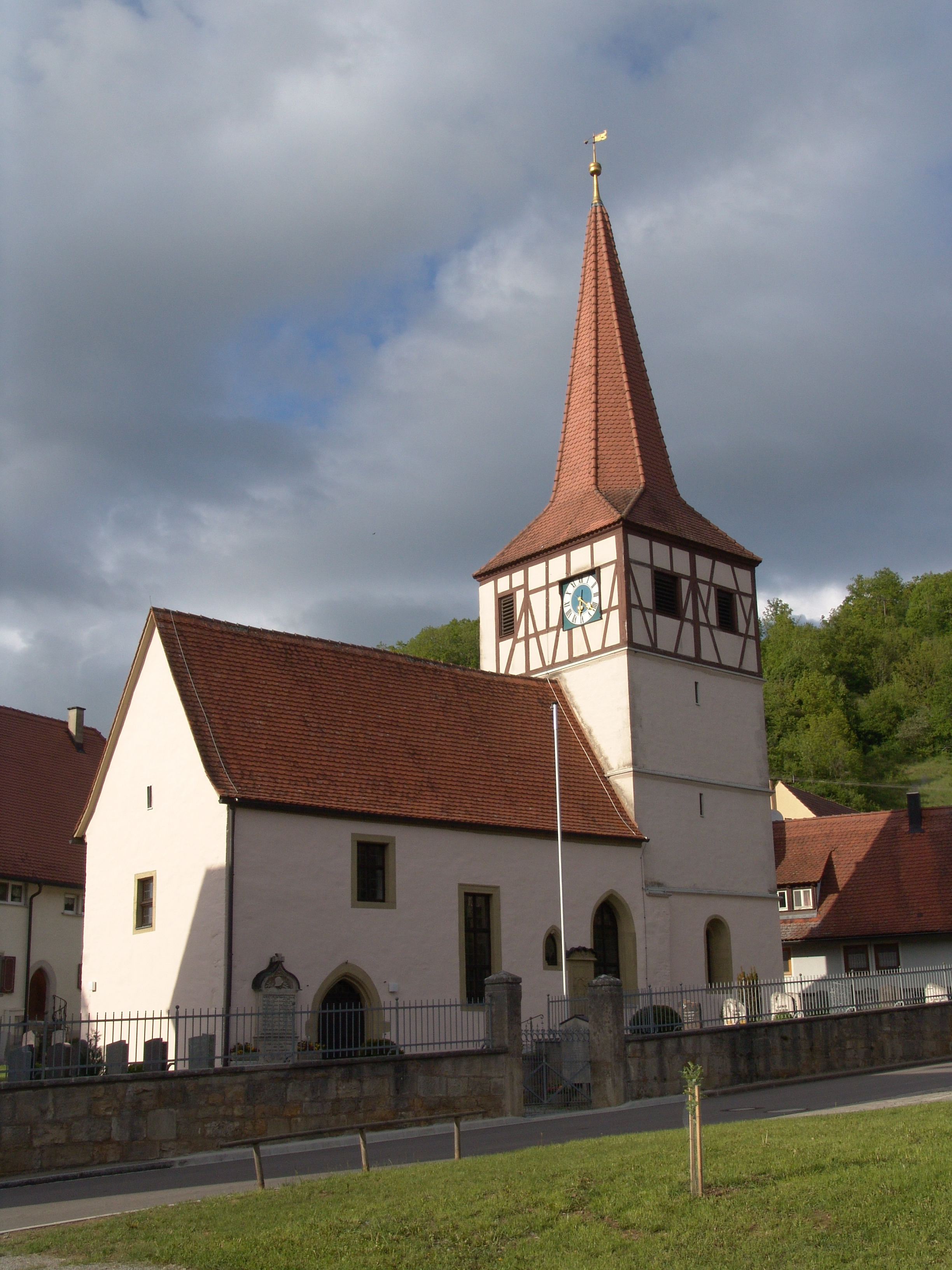
Kirche St. Georg

In Bettwar gibt es zwölf Baudenkmäler:
- Evangelisch-lutherische Pfarrkirche St. Georg: Chorturmkirche, zweite Hälfte 13. Jahrhundert, Langhaus weitgehend neu im 15. Jahrhundert; mit Ausstattung; Friedhof, im Kern mittelalterliche Umfassungsmauer, mit Grabsteinen.
- Haus Nr. 4: Ehemalige Ölmühle, zweigeschossiger Putzbau mit Krüppelwalmdach, 15.–18. Jahrhundert; massiver Scheunenanbau, 1757.
- Haus Nr. 5a: Kleiner Massivbau, 17. Jahrhundert.
- Haus Nr. 14: Zweigeschossiges Fachwerk-Wohnhaus, Mitte 19. Jahrhundert.
- Haus Nr. 19: Ehemalige Schule, zweigeschossiger Satteldachbau, 1896.
- Haus Nr. 20: Zweigeschossiger Bau mit Fachwerkgiebel und Krüppelwalmdach, 17. Jahrhundert, Südwand wohl 15. Jahrhundert.
- Haus Nr. 21: Bauernhof, eingeschossiges Wohnstallhaus, 18./19. Jahrhundert.
- Haus Nr. 23: Zweigeschossiges Fachwerkwohnstallhaus, Mitte 19. Jahrhundert.
- Steinkreuz, mittelalterlich; in der Südostecke der Friedhofsmauer.
- Bildstock, spätmittelalterlich, Kalkstein; ca. 200 m westlich des Ortes an der Tauberstraße.
- Ziehbrunnen, quadratische Steineinfassung, wohl 18. Jahrhundert.

### Bodendenkmäler
In der Gemarkung Bettwar gibt es vier Bodendenkmäler.

### Rad- und Wanderwege
Bettwar liegt am Taubertalradweg.